# Животенко Павло Миколайович
Павло Миколайович Животенко (1903, місто Київ — лютий 1956, місто Львів) — український журналіст і публіцист, перший відповідальний редактор газети «Вільна Україна» (Львів) у 1939 році.

## Життєпис
Народився в родині робітника київського заводу «Арсенал».
У листопаді 1918 — березні 1923 року — в Червоній армії, служив бійцем 11-ї кавалерійської дивізії 1-ї Кінної армії РСЧА. Учасник громадянської війни в Росії.
З травня 1924 до серпня 1925 року служив у Червоній армії.
Член ВКП(б) з 1930 року.
Працював у газетах і журналах «Заря Востока», «Вокруг света», «Трамвайний сигнал», «Христинівський залізничник», «Голос колгоспника» (Тараща), «Колгоспна правда» (Умань), «Пролетарська правда» (Київ).
25 вересня — 15 жовтня 1939 року — відповідальний редактор львівської обласної газети «Вільна Україна». Підписав до друку №№ 1—19 газети.
З жовтня 1939 року — заступник відповідального редактора львівської обласної газети «Вільна Україна».
У 1941 році закінчив Український комуністичний інститут журналістики в Харкові.
З червня 1941 до вересня 1942 року служив у Червоній армії інструктором політичного відділу 10-ї запасної стрілецької бригади 62-ї армії Південно-Західного та Сталінградського фронтів. Учасник німецько-радянської війни.
8 вересня 1942 року важко поранений в ліву ногу, лікувався в госпіталях міста Новосибірська. У листопаді 1943 року демобілізований, інвалід війни І-ї групи.
У 1944—1945 роках — редактор снятинської та коломийської районних газет Станіславської області.
З 1945 року — власний кореспондент республіканської газети «Правда Украины» у Львові, потім;— власний кореспондент та відповідальний працівник редакції львівської обласної газети «Вільна Україна».

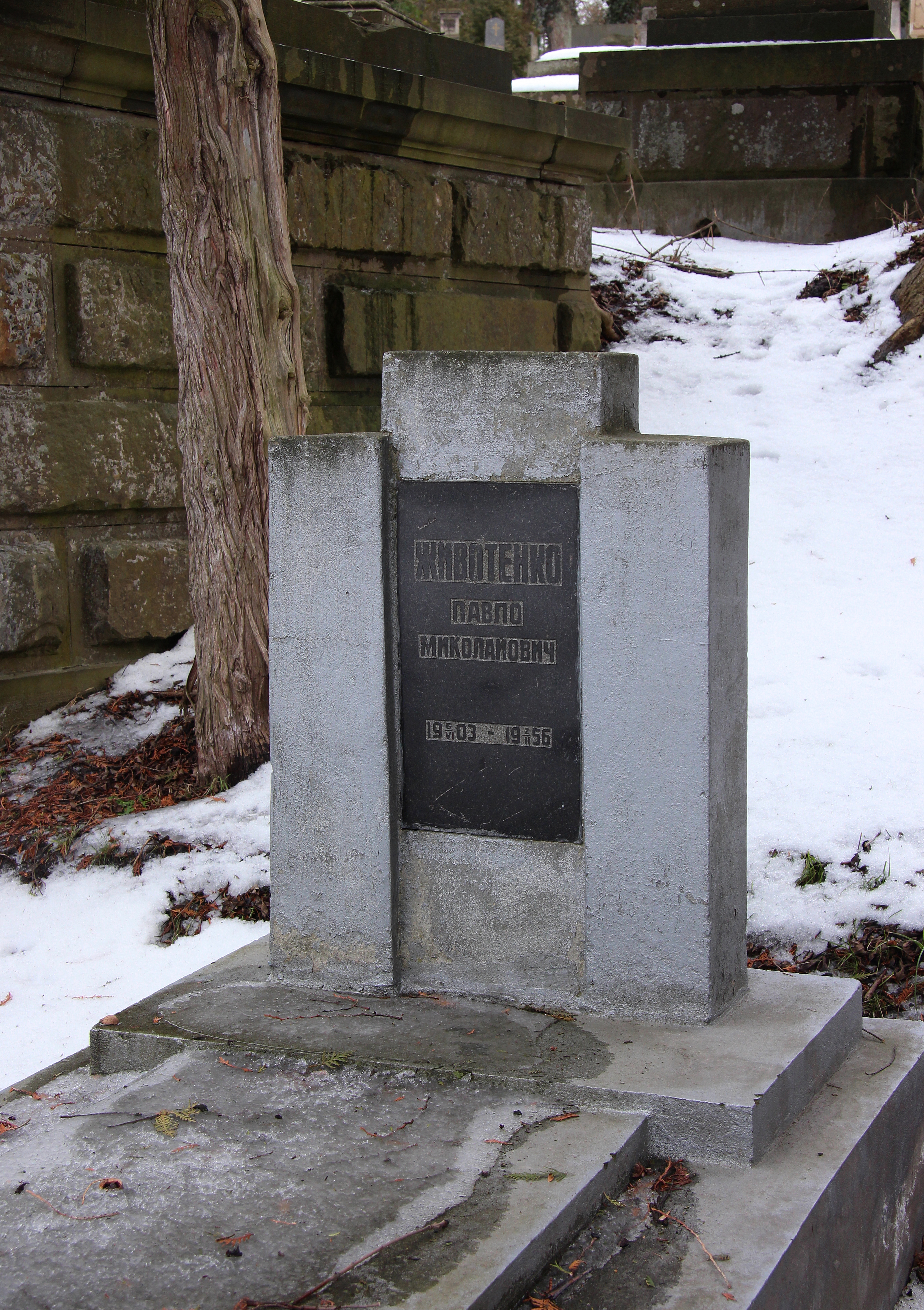

Помер на початку лютого 1956 року після важкої тривалої хвороби у Львові. Похований на полі № 1 Личаківського  цвинтаря у Львові.

## Звання
- старший політрук

## Нагороди
- орден Червоної Зірки (6.08.1946)
- медаль «За оборону Сталінграда»
- медалі